# Adiós (película de 2019)
Adiós es una película española de suspense y acción dirigida por Paco Cabezas y estrenada en 2019. Está protagonizada por Mario Casas, Natalia de Molina y Ruth Díaz.
La película ha sido escrita por Carmen Jiménez y José Rodríguez. Tiene una duración de 114 minutos y no está recomendada para menores de 16 años. El film consiguió tres nominaciones a los Premios Goya 2020, sin conseguir finalmente ninguna estatuilla.

## Argumento
Juan (interpretado por Mario Casas) es un preso que consigue el tercer grado para ir a la comunión de su hija Estrella. Al llegar a su barrio, Las 3000 Viviendas de Sevilla, se da cuenta de la violencia que hay en sus calles. La muerte de su hija el mismo día de su comunión destapa un entramado de corrupción policial y narcotráfico.
Eli (interpretada por Ruth Díaz), una inspectora, será la encargada de llevar el caso de la muerte de la niña pero tendrá que luchar contra los recelos del sector policial y de Juan, el padre de la niña, que quiere tomarse la justicia por su mano.

## Reparto
- Mario Casas como Juan Santos.
- Natalia de Molina como Triana.
- Ruth Díaz como Eli.
- Carlos Bardem como Manuel Santacana.
- Vicente Romero como Andrés Santos.
- Mona Martínez como María Santos, madre de Juan, Andrés y Chico.
- Paulina Fenoy como Estrella.
- Mauricio Morales como Chico Santos.
- Sebastián Haro como Barroso.[5]

## Producción
El barrio sevillano Las 3000 Viviendas es el lugar escogido para el regreso de Paco Cabezas a su tierra, Sevilla. Afincado profesionalmente en Estados Unidos, donde ha dirigido, junto con Nicolas Cage, la película Tokarev, además de una gran cantidad de episodios de la serie televisiva Penny Dreadful, regresa a un lugar apasionante en lo dramático, en lo social y en lo cultural, Las 3000. También grabaron algunas escenas en la azotea del edificio Puerta de Córdoba y en el Bar La Hacienda. 
Adiós reúne lo social, lo emocional y lo espectacular, y presenta un diseño de producción que clava el drama de un barrio muy singular.
Guion
El guionista de la película, José Rodríguez, repartía pasteles por los pueblos de Sevilla. A Paco Cabezas le llegó su guion y le encantó por lo que se quiso poner en contacto con él. Las dos primeras llamadas resultaron en balde ya que José Rodríguez colgaba al director pensando que era algún amigo suyo y que estaba de cachondeo.
Dirección
Paco Cabezas quiso regresar a su ciudad tras haber participado en series como Into the Badlands, Penny Dreadful o Fear The Walking Dead, con la experiencia que ha adquirido con dichos proyectos. Así, el director sevillano vuelve a su Sevilla natal para contar una historia de “su tierra” que tuviera proyección internacional.
Paco Cabezas incorpora siempre un amuleto en todas sus películas. Se trata de un gato de los que mueven el brazo de los chinos, en Adiós forma parte del altar de la niña.
Rodaje
La película comenzó el rodaje el 18 de febrero del 2019, sus localizaciones incluyen dos lugares de Andalucía, Sevilla, donde se rodó la mayor parte del tiempo, y durante dos días trasladaron el rodaje a Málaga. Apenas dos meses más tarde, finaliza el rodaje de la película, el día 10 de abril de 2019.
Banda sonora
La banda sonora original de Adiós ha sido compuesta por la madrileña Zeltia Montes, pero el tráiler cuenta con destellos de otras canciones como Me quedo contigo, de Los Chunguitos interpretada por Rocío Márquez; o Abre la puerta de Triana. 
Además cuenta con la canción Un largo viaje, escrita por José Rodríguez y Fernando Vacas y que está interpretada por Rosalía. 
Un largo viaje se grabó antes de la película pero la letra de la canción parecía ilustrar esta trama, la imagen y la música cuentan la historia, no necesita más explicaciones.

## Lanzamiento
Calificación por edades
La película no está recomendada para menores de 16 años.
Estreno
Adiós se estrena en España el día 22 de noviembre de 2019.

## Premios
| Categoría               | Receptor          | Resultado |
| ----------------------- | ----------------- | --------- |
| Mejor actriz de reparto | Mona Martínez     | Nominada  |
| Mejor actriz de reparto | Natalia De Molina | Nominada  |
| Mejor actriz revelación | Pilar Gómez       | Nominada  |

| Categoría               | Receptor                             | Resultado |
| ----------------------- | ------------------------------------ | --------- |
| Mejor actriz secundaria | Natalia de Molina                    | Ganadora  |
| Mejor actriz secundaria | Mona Martínez                        | Nominada  |
| Mejor música            | Alberto Iglesias                     | Nominado  |
| Mejor montaje           | Luis de la Madrid Miguel Ángel Trudu | Ganadores |

| Categoría               | Receptor           | Resultado |
| ----------------------- | ------------------ | --------- |
| Mejor actriz de reparto | Mona Martínez      | Nominada  |
| Mejor música original   | Zeltia Montes      | Nominada  |
| Mejor tráiler           | Miguel Ángel Trudu | Ganador   |